# فرانك اولسون
فرانك اولسون (بالسويدية: Frank Olsson)‏ هو مجدف سويدي، ولد في 3 أكتوبر 1922 في Strömstad ‏ في السويد، وتوفي بنفس المكان في 26 أبريل 2010.

## وصلات خارجية
- فرانك اولسون على موقع الاتحاد الدولي للتجديف (الإنجليزية)
- فرانك اولسون على موقع اللجنة الأولمبية الدولية (الإنجليزية)
- فرانك اولسون على موقع أوليمبيديا (الإنجليزية)
- فرانك اولسون على موقع اللجنة الأولمبية السويدية (السويدية)